# Бион 5
Бион 5 (Космос 1125) е сателит от серията Бион. Това е биомедицинска мисия включваща учени от девет страни. Сред експериментите е първият опит да се размножи бозайник в космоса, който е неуспешен. Мисията приключва след 18,5 дни. Организмите, които се изследват са Rattus norvegicus, Coturnix coturnix (японски пъдпък, Daucus carota (морков). Изстрелян е на 25 септември 1979 в 15:30:00 UTC. Модула тежи 6000 кг.